# Oberverwaltungsgericht für das Land Nordrhein-Westfalen

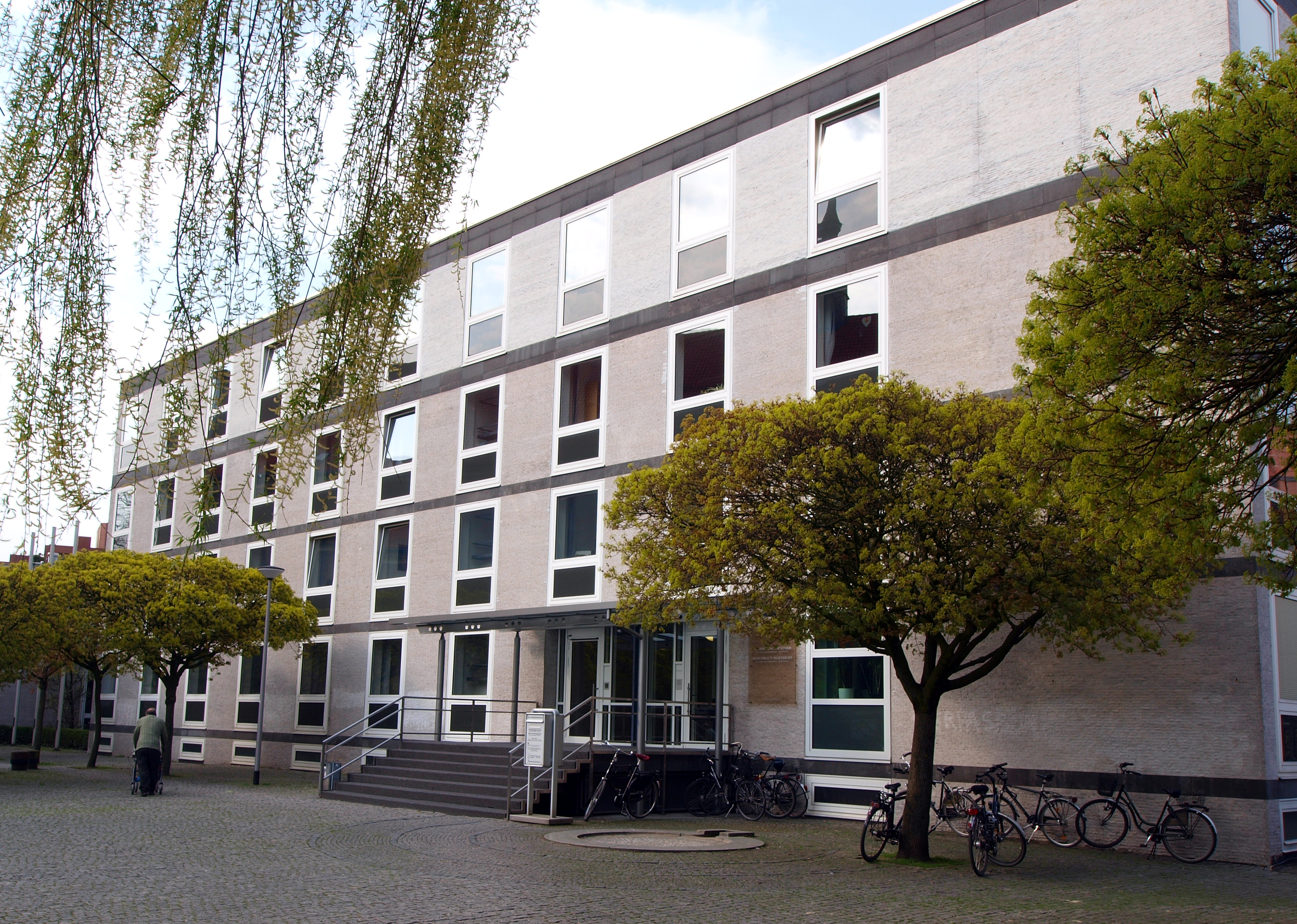
Sitz des Oberverwaltungsgerichts (2010)

Das Oberverwaltungsgericht für das Land Nordrhein-Westfalen (OVG NRW) ist das Oberverwaltungsgericht des Landes Nordrhein-Westfalen und bildet die Spitze der Verwaltungsgerichtsbarkeit dieses Landes. Von 2013 bis Ende Mai 2021 stand mit Ricarda Brandts als Präsidentin erstmals eine Frau an der Spitze des Gerichts. Da die Nachfolge ungeklärt ist, hat seit November 2024 Vizepräsident Jörg Sander die Leitung inne. Designierter neuer Präsident ist Carsten Günther, Richter am Bundesverwaltungsgericht.

## Gerichtssitz und -bezirk
Das Oberverwaltungsgericht für das Land Nordrhein-Westfalen hat seinen Sitz in Münster, weshalb es auch immer wieder als OVG Münster bezeichnet wird. Der Gerichtsbezirk umfasst das gesamte Gebiet des Bundeslandes.

## Instanzenzug
Das Oberverwaltungsgericht ist dem Bundesverwaltungsgericht in Leipzig nachgeordnet.
Nachgeordnete Verwaltungsgerichte sind das Verwaltungsgericht Aachen, das Verwaltungsgericht Arnsberg, das Verwaltungsgericht Düsseldorf, das Verwaltungsgericht Gelsenkirchen, das Verwaltungsgericht Köln, das Verwaltungsgericht Minden und das Verwaltungsgericht Münster.

## Leitung
| Name des Präsidenten | Lebensdaten | Amtszeit  |
| -------------------- | ----------- | --------- |
| Paulus van Husen     | 1891–1971   | 1949–1959 |
| Wilhelm Pötter       | 1904–2002   | 1959–1969 |
| Diether Bischoff     | 1922–2014   | 1969–1987 |
| Max Josef Dietlein   | 1931–2013   | 1987–1994 |
| Michael Bertrams     | 1947–2025   | 1994–2013 |
| Ricarda Brandts      | * 1955      | 2013–2021 |

Für die Nachfolge von Ricarda Brandts wurde Katharina Jestaedt (* 1969) ausgewählt, wogegen Carsten Günther Konkurrentenklage einlegte. Das Oberverwaltungsgericht entschied im Februar 2024, dass die von Justizminister Benjamin Limbach favorisierte Jestaedt zur Präsidentin des Gerichtes ernannt werden darf. Das Bundesverfassungsgericht hob jedoch diesen Beschluss im August 2024 auf und verwies die Sache zurück an das Oberverwaltungsgericht, weil es die Umstände des Auswahlverfahrens nicht hinreichend gewürdigt habe. Im November 2024 wurde bekannt gegeben, dass das Verfahren von vorne beginnen wird, da es bei der Beurteilung der zunächst erfolgreichen Kandidatin erhebliche Fehler gegeben habe. Der Landtag Nordrhein-Westfalen richtete im Mai 2024 zu den Vorgängen einen parlamentarischen Untersuchungsausschuss ein. Bei einer Anhörung dieses Ausschusses im Jahr 2025 warf Günther dem Justizminister Ämterpatronage vor und widersprach dessen Aussagen in einer eidesstattlichen Versicherung.
Ab 2021 hatte Vizepräsident Sebastian Beimesche die Leitung des OVG inne, nachdem er Ende September 2024 in den Ruhestand gegangen war, übernahm die Vorsitzende Richterin am OVG Kathrin Junkerkalefeld die Leitung, bis Ende November Jörg Sander neuer Vizepräsident wurde.

## Sonstiges
- Bekannt wurde das OVG NRW für seine von der Meinung der 1. Kammer des 1. Senats des Bundesverfassungsgerichts abweichende Haltung zu Versammlungsverboten: Während der 5. Senat des OVG ein Verbot von Aufmärschen allein aufgrund der Gefährdung der öffentlichen Ordnung für verhältnismäßig hält, ist ständige Rechtsprechung des Bundesverfassungsgerichts, dass die alleinige Gefährdung der öffentlichen Ordnung zwar Auflagen, nicht jedoch ein Verbot rechtfertigen können. Das Bundesverfassungsgericht hob in mehreren Fällen durch eine einstweilige Anordnung die zuvor durch das OVG bestätigten Verbote rechtsextremer Demonstrationen auf (siehe unten Weblinks). Dieser Streit wurde überaus intensiv geführt. Die Richter des OVG Münster warfen beispielsweise dem BVerfG eine Verharmlosung von Nationalsozialisten vor. Das Bundesverfassungsgericht drohte nach zahlreichen Aufhebungen der Entscheidungen des OVG Münster sogar mit dem Straftatbestand der Rechtsbeugung. Daraufhin gab der 5. Senat des OVG seine Rechtsauffassung, soweit ersichtlich, auf.
- Der Präsident des OVG NRW war bis Juni 2017 nach der bis dahin geltenden Fassung des Artikels 76 der Verfassung für das Land Nordrhein-Westfalen qua Amt Mitglied des Verfassungsgerichtshofes für das Land Nordrhein-Westfalen. Seit der Verfassungsänderung werden alle Mitglieder vom Landtag gewählt.
- Bundesweite Aufmerksamkeit bekam das Gericht im Frühjahr 2024. In einem Berufungsprozess verhandelte der 5. Senat über die Einstufung der Partei AfD als „rechtsextremistischer Verdachtsfall“. Gegen das vorinstanzliche Urteil des Verwaltungsgerichts Köln hatte die Partei Rechtsmittel eingelegt.[13][14] Im Mai 2024 bestätigte der Senat das Urteil des Verwaltungsgerichts und die Einstufung durch das Bundesamt für Verfassungsschutz.[15]